# Веллс Тауншип (округ Фултон, Пенсільванія)
Веллс Тауншип (англ. Wells Township) — селище (англ. township) в США, в окрузі Фултон штату Пенсільванія. Населення — 494 особи (2020).

## Демографія
Згідно з переписом 2010 року, у селищі мешкало 477 осіб у 210 домогосподарствах у складі 137 родин. Було 255 помешкань
Расовий склад населення:
| - 96,9 % — білих - 1,9 % — осіб інших рас |

До двох чи більше рас належало 1,3 %. Частка іспаномовних становила 2,1 % від усіх жителів.
За віковим діапазоном населення розподілялося таким чином: 17,6 % — особи молодші 18 років, 59,8 % — особи у віці 18—64 років, 22,6 % — особи у віці 65 років та старші. Медіана віку мешканця становила 48,3 року. На 100 осіб жіночої статі у селищі припадало 102,1 чоловіків;  на 100 жінок у віці від 18 років та старших — 110,2 чоловіків також старших 18 років.
Середній дохід на одне домашнє господарство  становив 49 123 долари США (медіана — 40 455), а середній дохід на одну сім'ю — 57 619 доларів (медіана — 47 500). Медіана доходів становила 40 556 доларів для чоловіків та 30 625 доларів для жінок. За межею бідності перебувало 11,9 % осіб, у тому числі 8,3 % дітей у віці до 18 років та 5,8 % осіб у віці 65 років та старших.
Цивільне працевлаштоване населення становило 164 особи. Основні галузі зайнятості: виробництво — 29,9 %, освіта, охорона здоров'я та соціальна допомога — 19,5 %, роздрібна торгівля — 11,6 %, будівництво — 11,0 %.